# Hermann Jaeger
Hermann Jäger (7 de octubre de 1815, Münchenbernsdorf - 5 de enero de 1890, Eisenach) fue un botánico, jardinero, y escritor alemán, especializado en medicina botánica. Su código de abreviatura científica del texto "Brummitt & Powell" desafortunadamente causa confusión con su contemporáneo, el suizo enólogo Hermann Jaeger (1844-1895).
Después de visitar Bélgica e Inglaterra, se reincorporó en Belvedere, luego se quedó por un corto tiempo en el jardín botánico de Berlín, y en 1844 fue contratado como jardinero en Eisenach, siendo nombrado en 1873 inspector del Jardín botánico del Gran Duque.
Desde 1857, Jäger fue coeditor de "Gartenflora".

## Algunas publicaciones
- Jäger, H. & Beissner. 1884. Ziergeholze der Garten und Parkanlagen: Alphabetische geordnete beschreibung, Kultur und Verwendung Aller bis jetzt naher bekannten Holzpflanzen und ihrer Abarten, Welche in Deutschland und Landern von gleichem Klima im freien gezogen werden konnen ... ein handbuch fur Gartner, Baumschulen- und Gartenbesitzer, Forstmanner, etc. Edition 2. Abbreviation: Ziergehloze Gart. Park., ed. 2. B. F. Voigt, Weimar
- Jäger, H. 1890. Der Apothekergarten: Anleitung zur Kultur und Behandlung der in Deutschland zu siehenden medicinischen. Cohen, Hannover

### Hortícolas
- H. Jäger's illustrirte Bibliothek des landwirthschaftlichen Gartenbaues für Gärtner, Landwirthe und Gartenbesitzer. Mit besonderer Berücksichtigung des Obst- und Gemüsebaues sowie des Gartenbetriebes in Frankreich und England.
  - 1. Der praktische Obstgärtner. Die drei Bände des Praktischen Obstgärtners waren sowohl einzeln als auch zu dritt zu einem Buch gebunden lieferbar.
    - V. 1: Die Baumschule. Vollständige Anleitung zur Anzucht der Obstbäume zum Betriebe der Baumschulen im Grossen und Kleinen und zur Gewinnung neuer, besserer Obstsorten aus Samen.
      - 1ª ed- 1855
      - 2ª ed. 1860
      - 3ª ed. 1868

    - V. 2: Der Obstbau. Anleitung zur Anlage von Obstgärten und Baumgütern zur Kultur der Obstbäume und Sträucher jeder Art, zur Behandlung der Baumkrankheiten, sowie zur Aufbewahrung, Versendung, Verwerthung und Verwendung des Obstes.
      - 2ª ed. Leipzig 1862

    - V. 3: J.A. Hardy, H. Jäger (Übersetzer): Der Obstbaumschnitt. Neueste Methode zur Behandlung der feineren Obstsorten am Spalier und in allen anderen gebräuchlichen Formen. Nach der neuesten Auflage des Originals und mit Rücksicht auf einheimische Verhältnisse.
      - 1ª ed. Leipzig 1855
      - 2ª ed. Leipzig 1860
      - 3ª ed. Leipzig
      - 4ª ed. Cohen und Risch, Stuttgart 1877

  - 2. Der praktische Gemüsegärtner. Die drei Bände des Praktischen Obstgärtners waren sowohl einzeln als auch zu dritt zu einem Buch gebunden lieferbar.
    - V. 1: Grundsätze und allgemeine Regeln für den Gemüsebau im freien Lande.
    - V. 2: Kultur aller bekannten Gemüsearten im freien Lande.
    - V. 3: Die Gemüsetreiberei oder die Kultur der Frühgemüse in Mistbeeten, Treibkästen und Treibhäusern, einschließlich der Melonen-, Champignon- und Ananaszucht, sowie der Erdbeertreiberei.
      - 1ª ed. Leipzig 1857
      - 2ª ed. Leipzig 1863
      - 3ª ed. Leipzig 1871
      - 5ª ed. Verlagsbuchhandlung von Philip Cohn, Hannover 1897

  - V. 3, bestehend aus vier Teilen:
    - H. Jäger's Boden- und Düngerkunde. Mit besonderer Beziehung auf Gemüse-, Obst- und Weinbau. Nebst Kalender der Nutzgärtnerei,enthaltend die beim Gemüse- und Obstbau vorkommenden monatlichen Verrichtungen. Nebst Kalender der Nutzgärtnerei, enthaltend alle beim Gemüse- und Obstbau vorkommenden monatlichen Verrichtungen. Leipzig 1860
    - M. Loisel, H. Jäger (Übersetzer) Die vollkommene Spargelzucht: Kultur der Spargel auf natürlichem und künstlichem Wege. Leipzig, 1855
    - Ferdinand Rubens: Winzerbuch. Leichtfaßliche Anleitung zum Weinbau im Kleinen und Großen, mit besonderer Berücksichtigung der nördlichen Gegenden. Leipzig, 1858
    - Jäger's Apothekergarten. Anleitung zur Kultur und Behandlung der in Deutschland zu ziehenden medicinischen Pflanzen.
      - 1ª ed. Leipzig 1859
      - 2ª ed. Verlag Cohen & Risch, Hannover 1873.
      - 3ª ed. Verlag von Philipp Cohen, Hannover 1890
      - 4ª ed. Leipzig 1913
- La abreviatura «H.Jaeger» se emplea para indicar a Hermann Jaeger como autoridad en la descripción y clasificación científica de los vegetales.[1]